# Схорл
Схорл (нід. Schoorl) — село в нідерландській провінції Північна Голландія. Входить до муніципалітету Берген.
Його площа становить 8,56 км², а населення станом на 2021 рік складало 3 210 осіб.
До 2001 року мало статус окремого муніципалітету.

## Галерея

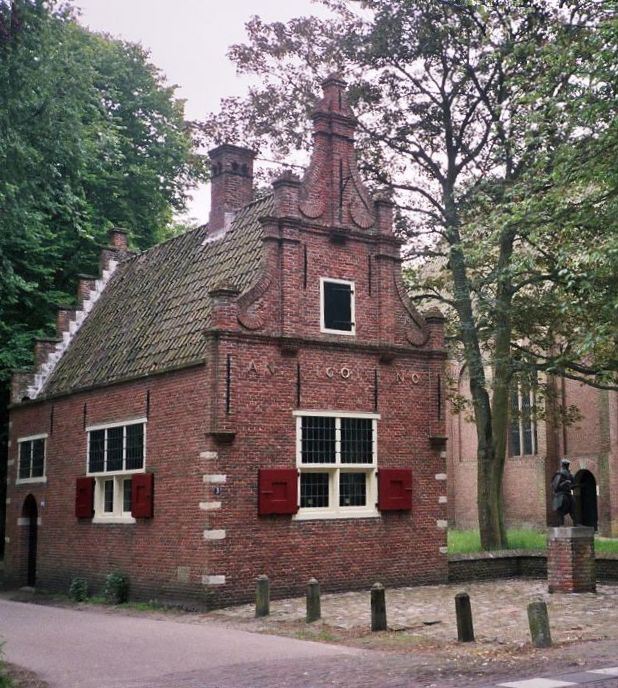
Сільська школв